# سفارت ایالات متحده آمریکا در سنگاپور
سفارت ایالات متحده آمریکا در سنگاپور (به لاتین: Embassy of the United States) یک منطقهٔ مسکونی و نمایندگی سیاسی ایالات متحده آمریکا در سنگاپور است که در 27 Napier Rd, واقع شده‌است.